# Maytenus abbottii
Maytenus abbottii là một loài thực vật thuộc họ Celastraceae. Đây là loài đặc hữu của Nam Phi. Chúng hiện đang bị đe dọa vì mất môi trường sống.
Đây là một cây nhỏ mọc thành cụm thích hợp tại các nơi ẩm ướt như ven suối trong các khu rừng đất thấp ven biển. Tại biên giới KwaZulu-Natal/Đông Cape, có một quần thể nhỏ của loài này.